# Robbanószer

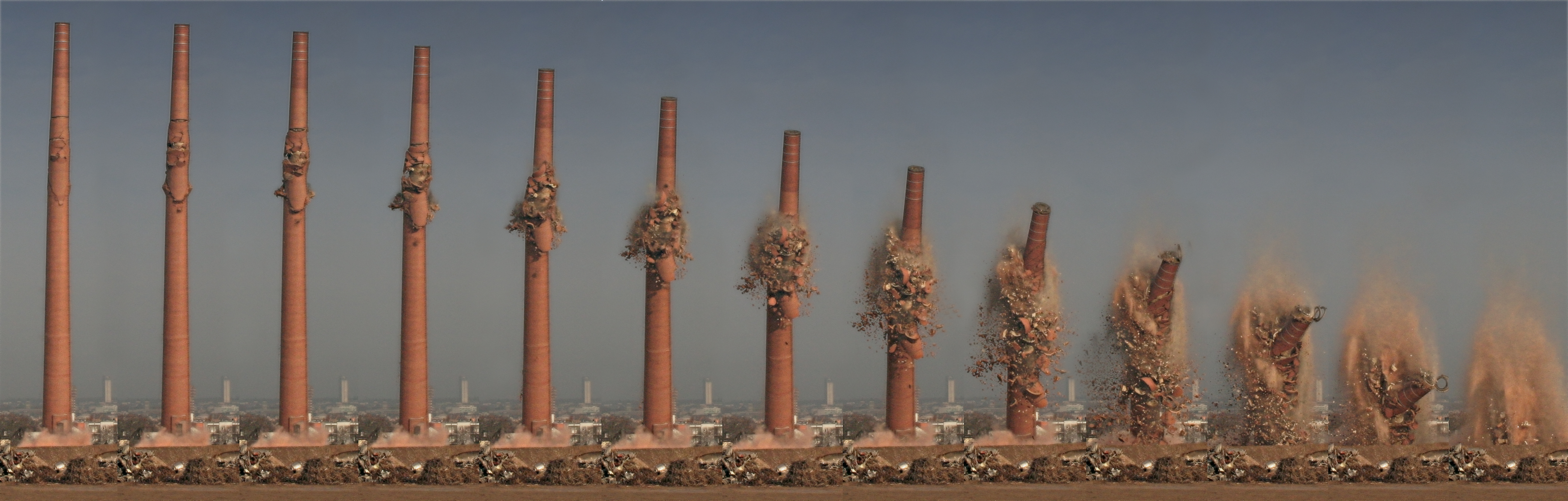
Robbanószer hatása egy gyárkéményre

A robbanószer olyan anyag, illetve anyagkeverék, melyből a benne tárolt energia révén nagy tömegű és/vagy forró gáz tud keletkezni, és ez a nagyon rövid idő alatt lejátszódó folyamat hirtelen erős (robbanási) nyomást fejt ki a környezetére. A robbanás során felszabaduló energia lehet:
- Hőenergia
- Kinetikai energia
- Fényenergia

## Anyagok

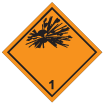
Robbanóanyag bárca: figyelmeztető jelzés szállításkor. Elhelyezendő csomagoláson és szállítóeszközön

Régi jelzés

A robbanószerek összetételük alapján két fő csoportra oszthatók:
- robbanó keverékek
- robbanóanyagok

A robbanószerek közös ismérve, hogy az égést tápláló anyag mellett az égéshez szükséges oxigént is tartalmazzák. A robbanó keverékek külön tartalmazzák az éghető anyagot, és az oxidálószert, valamint az égést befolyásoló egyéb anyagokat. A robbanóanyagok esetén az oxigén a homogén vegyületben kötött formában van jelen. A robbanószer oxigéntartalmát az ún. oxigénhányados fejezi ki. Ha ez 1, akkor pont annyi oxigén van a vegyületben, mint amennyi szükséges. Vannak 1 fölöttiek is (pl. a nitroglicerin). Ezeket általában más, 1-nél kisebb, tehát „oxigénhiányos”robbanószerekkel keverve használják úgy, hogy a kapott keverék oxigénhányadosa körülbelül 1 legyen (pl. nitro-cellulózzal kocsonyásított nitroglicerin. 
A nukleáris fegyverek alapjául szolgáló radioaktív anyagok, például az urán 235-ös izotópja és a plutónium 239-es izotópja nem kémiai robbanóanyagok.

## Osztályozása
A robbanás fizikai lefolyása alapján két fő csoport létezik:

### Tolóhatású robbanószerek
Más néven alacsony hatóerejű, angol nyelvű besorolás szerint LE (low explosive). Égésük során nagy mennyiségű gáz keletkezik. Jellemzően oxidálószer-tüzelőanyag keverékek, égési sebességük kisebb mint 1000 m/s . Gyúlékonyak, normál körülmények között nagyon lassan is éghetnek (a fekete lőpor 1 cm/s) lefojtva képesek robbanásra.
Felhasználás szerint:
- lőporok
- időzítő gyújtózsinórok
- pirotechnikai elegyek

fekete lőpor, nitro-cellulóz, füst nélküli lőpor

### Heves robbanószerek
Másként magas hatóerejű, angol nyelvű besorolás szerint HE (high explosive) robbanószerek.
Jellemzően robbanó vegyületek, égési sebességük nagyobb mint 1000 m/s Hatásukat rövid idő alatt fejtik ki, energiájuk kisebb mint a tolóhatású robbanószereknek, de igen koncentrált.
Felhasználás:
–robbanótestek
–gyutacsok
–robbanó zsinórok
TNT, nitro-glicerin, PETN (nitro-penta)
Az ipari, és katonai célra felhasznált robbanószerek többsége több különböző robbanószer keveréke, a kívánt égési- és hatásjellemzők, valamint a kezelési igények elérése érdekében.

## Robbanószerek kezelése
A ma használatos robbanóanyagok általában kezelésbiztosak, azaz ütésre, súrlódásra nem robbannak. A többségük, ha nyílt lánggal meggyújtják, egyszerűen robbanás nélkül elég. 

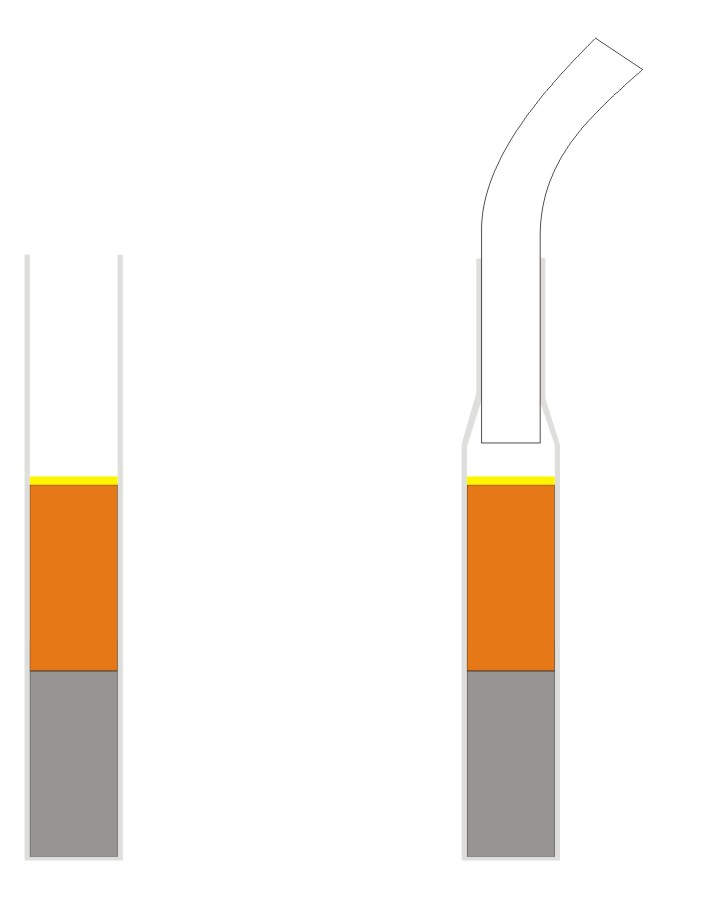
gyutacs, és gyújtózsinórral szerelt gyutacs

 Robbanást csak iniciáló robbanóanyagokkal lehet elindítani, azaz egy kis robbanás indíja be a nagyot. Az iniciáló robbanóanyagok különleges fajtája a robbanóanyagoknak. Ezek ütésre, lángra robbannak. Ezt a tulajdonságukat használják ki, amikor ún. gyutacsot készítenek, ami nem más, mint egy egyik oldalán zárt, többnyire alumíniumból készül 4–6 mm átmérőjű és 5–8 cm hosszú, vékony falú csövecske. Ebben legalulra helyeznek egy nagy feszítőerejű „brizáns” robbanóanyagot, e fölé kerül a megfelelő mennyiségű iniciáló robbanóanyag. E fölé egy kevés nagy hőfokon, oxigén nélkül elégő anyag kerül (pl. valamilyen perklorát keverék, feketelőpor"). Használatkor a gyutacsot belehelyezik a robbanóanyagba (amelyen vagy eleve, gyártás során belekerül egy üreg a gyutacs számára), vagy a plasztikus robbanóanyagok esetén egyszerűen belenyomják kb. kétharmad részéig. Ezután a gyutacsba beledugják a gyújtózsinórt és egy speciális, erre szolgáló fogóval a hüvelyt rászorítják. A gyújtózsinórban többnyire megadott sebességgel (cm/perc) égő feketelőpor van, így a gyújtózsinór hosszával lehet az időzítést szabályozni. Más módon, pl. elektromos gyújtással, vagy robbanózsinór használatával is indítható a robbanás, de a lényege ugyanaz: robbanással kell a robbanást kiváltani. Az iniciáló, robbanást kiváltó anyagokat robbantószereknek is nevezik.

## Hatásai
A robbanás során, a hang- és fényjelenségek mellett, nagy hőmérséklet- és nyomáskülönbségek alakulnak ki, amelyek jelentős károkat okozhatnak a természetben, emberi életben, vagy az ember alkotta építményekben.

## A robbanóanyagok jogi szabályozása
Robbanószereket (robbantószereket, robbanóanyagokat) csak engedély birtokában szabad készíteni, tartani, tárolni és felhasználni. Ettől eltérő esetekben a törvény szigorú büntetéseket ír elő. A robbanóanyaggal vagy robbantószerrel visszaélés egy bűntett. 
Munkavédelmi szempontból a pirotechnikai anyagok is robbanószernek minősülnek, de azok eltérő veszélyessége és alapvetően a felhasználás eltérő jellege miatt a jog külön szabályozza a pirotechnikai anyagok és egyéb robbanószerek birtoklását, felhasználását.
A robbanóanyag jogi fogalma a következőkre terjed ki: szilárd vagy folyékony halmazállapotú anyag vagy ezek keveréke, amely kémiai reakció révén képes arra, hogy olyan sebességgel fejlesszen gázt, ami elegendő hőmérsékletű és akkora nyomáshullámot hoz létre, hogy a környezetben károsodást idéz elő, így különösen az alap-, az emulzió alapú-, a por alakú keverék-, az öntött- és a préselt robbanóanyag.

## Fordítás
- Ez a szócikk részben vagy egészben  az   Explosive material című angol Wikipédia-szócikk fordításán alapul.  Az eredeti cikk szerkesztőit annak laptörténete sorolja fel. Ez a jelzés csupán a megfogalmazás eredetét és a szerzői jogokat jelzi, nem szolgál a cikkben szereplő információk forrásmegjelöléseként.